# Nasi campur

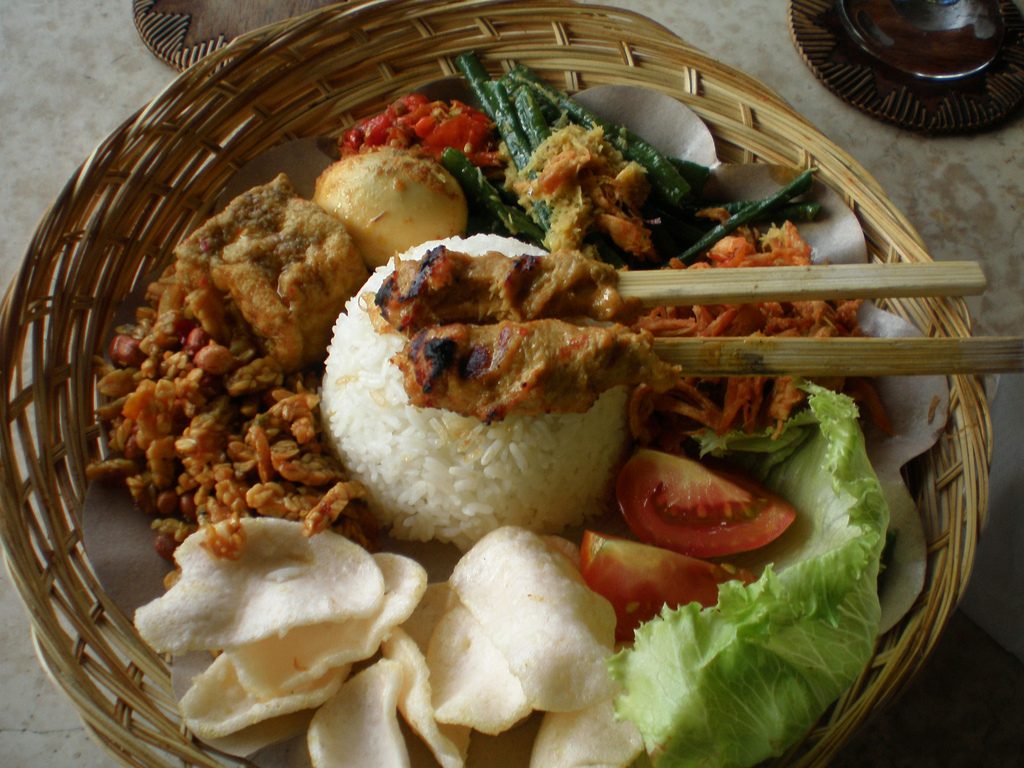
Nasi campur

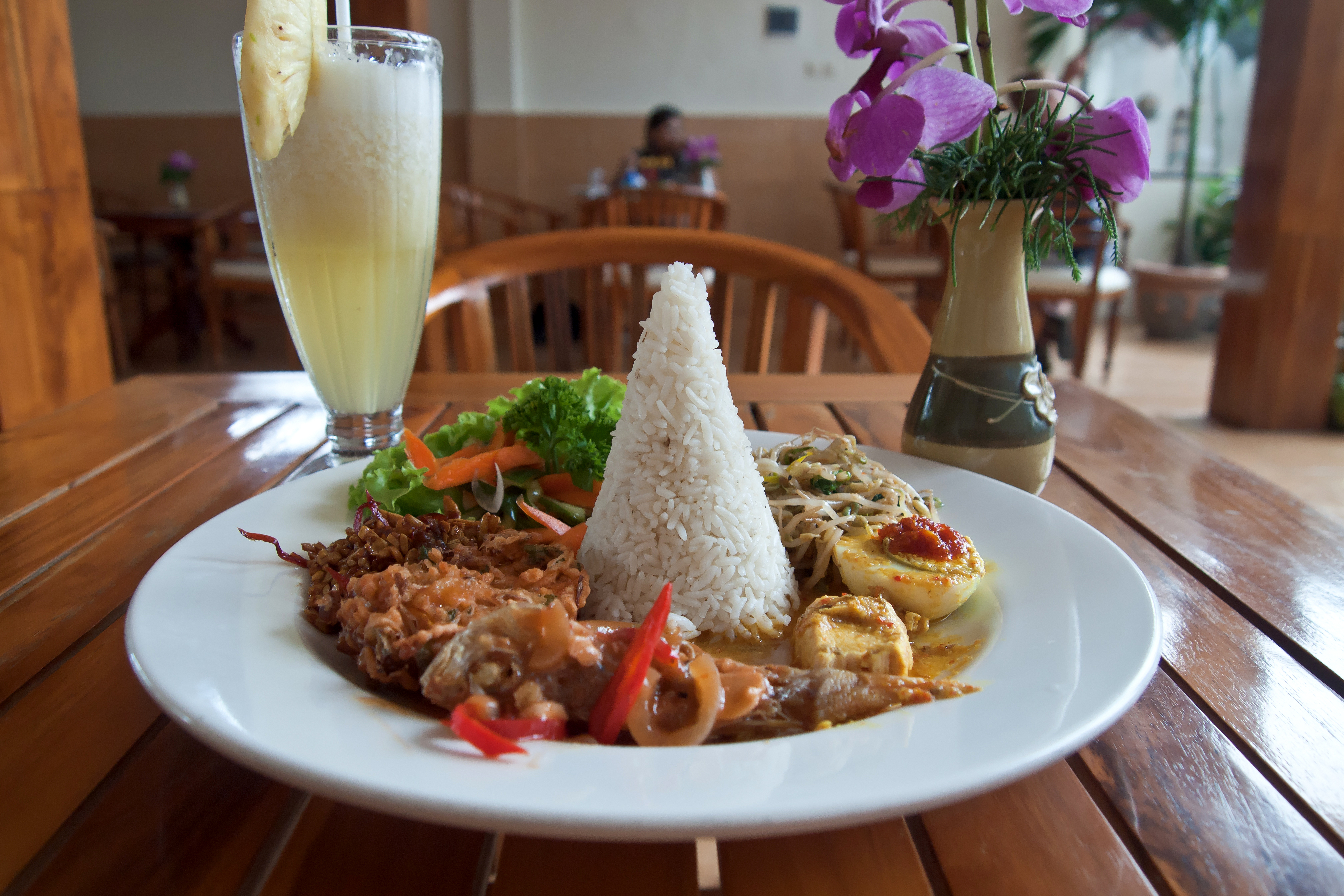
Nasi campur

Nasi campur (literalmente significa arroz mezclado) se trata de un plato de arroz de la cocina de Indonesia y malaya. Se trata de un arroz mezclado con diversos ingredientes de origen cárnico.

## Características
El nasi campur se sirve con arroz basmati hervido y cubierto de diferentes carnes, verduras, cacahuetes, huevo y gambas secas. Se trata de un alimento básico en estos países. 

## Versiones
La versión balinesa de este tipo de plato de arroz mezclado con diversos ingredientes atún a la plancha, tofú frito, pepino rallado, espinacas, tempe, dados de carne de vacuno, curry de verduras, maíz, salsa picante, etc. Este arroz mezclado suele servirse como comida callejera a menudo sobre hojas de banana. 
Para los chinos indonesios el término nasi campur también se refiere al nasi hainam una variante del arroz con pollo a la Hainan con diversos pedazos de barbacoa china tal y como puede ser el char siew, es decir con cerdo asado y ligeramente crujiente. El nasi Hainam se suele servir con sayur asin una salsa ácida (a pesar de que asin sihnifica sabor salado) y un caldo elaborado con los huesos de cerdo y mostaza de judías fermentadas.